# Zalesie (rejon piński)
Zalesie (biał. Залессе; ros. Залесье) – wieś na Białorusi, w obwodzie brzeskim, w rejonie pińskim, w sielsowiecie Mołotkowicze.
W dwudziestoleciu międzywojennym leżało w Polsce, w województwie poleskim, w powiecie pińskim, w gminie Żabczyce. Po II wojnie światowej w granicach Związku Sowieckiego. Od 1991 w niepodległej Białorusi.